# Kyholm
Kyholm er en ubeboet ø i Kattegat mellem Samsø og Vejrø. Navnet har også været stavet Kidholm,  Kydholm og Küholm; i 1231 Kithelholm, udledt af ord for ko, kalv og kvige. 
Øen var befæstet i perioden 1801 til 1814, hvor den sammen med tilsvarende kanonstillinger ved Lilleør og på Besser Rev kontrollerede indsejlingen til Storebælt fra nord. Kyholm har landets ensomste kirkegård, hvor kommandant Krügers søn var den næstsidste, som blev begravet. Kirkegården måler 30 × 30 fod (9,4 × 9,4 meter) og er fredet. Den 22. juli 1932 blev kirkegården genindviet, men der er ikke foretaget nogle begravelser siden 4. august 1858. Det er tilladt at færdes på Kyholm året rundt.

## Historie
I to perioder har Kyholm fungeret som karantænestation for Jylland og havde da en udmærket havn, indtil ni meter dyb. Først 1709-11,  da pesten rasede; anden gang 1831-59. Som en slags modydelse til gengæld for retten til at opkræve Øresundstold, forpligtede Danmark sig til at oprette en karantænestation. Da en koleraepidemi i 1831 rasede i Europa, blev det derfor åbnet en "losnings- og rensningskarantæne" på Kyholm. Karantænestationen var opdelt i tre afdelinger - quarantainen, hvor selve behandlingen (røgning og badning) foregik, contumazen, der var en rekonvalescensafdeling, og prachticaen eller de raskes side, hvor øens kommandant boede. 
Under Englandskrigene 1801-14 var Samsø efter samtidens forhold meget stærkt befæstet med søbatterier. Efter beretningerne angreb englænderne ofte denne krigshavn, dog uden at lykkes med en erobring. Ved freden i 1814 ophævedes den befæstede tilstand. Af besætningen på omkring 400 soldater ligger 60-70 begravet på kirkegården.  Rester af karantænestationen og befæstningen kan endnu ses, ligesom den lille kirkegård med ofre for såvel kolera som krig. Kyholm tjener i dag som overdrev med en smal forstrand og et lille vandhul. Der er en edderfuglekoloni på øen, som er et eldorado for strandfugle. Kyholm ejes af Brattingsborg gods, men der er fri adgang til øen. 

## Lodstjenesten
27. april 1809 udsendtes et Interims-Lods-Reglement for Lodserne på Kyeholm og Besser ved Samsøe. Heri står, "at for at betiene de søfarende, som ville søge Kyeholm eller Samsøe Havn; een Lods med en Reserve er ligeledes ansat paa den nordlige Huk af Besser Landrev for at gaae de Skibe imøde, som komme fra den østlige Side og indlodse samme til bemeldte Havne. For at indlodse til Kyeholm Havn betales 24 Skilling af hver Fod, Skibet er dybgaaende, hvilke Lodspenge Skibsførerne ere pligtige at betale, hvad enten de betiene sig af Lods eller ikke, naar Lodsen gaaer Skibet imøde for at modtage det frie uden for den nærmeste Grund af Indløbet". En lods måtte ikke opholdes unødvendigt; det kostede en rigsdaler dagligt ekstra. En lods til et skib fra Kyholm til "Callundborg, Thunøe eller Aarhuus, og Omstændighederne tillader Lodsen at gaae, da betales ham 48 Skilling af hver Fod, Skibet er dybgaaende, Lodserne skulle ikke gaae længere end til disse Steder". Lodserne skulle også have "Indseende med, at der ikke fra Skibene udkastes Baglast noget Sted, hverken i Kyeholm eller Samsøe Havne"; og hvis sådant forekom, "da bøder han 10 rigsdaler for hver Gang, det halve til Angiverne og det andet halve til Samsøes Fattige". 
23. februar 1832 indførtes et specialreglement for lodserierne på Kyholm og Langøre: "Indtil videre ansættes paa Kyholm 1 Lodsformand og 2 à 3 Lodser, og paa Langøre: 1 Lods; hvilke samtlige staae under Pladscommandanten paa Kyholm, som er deres Overlods. Hensigten med disse Lodsers Ansættelse er fornemmeligen, at de skulle indlodse de Skibe eller Fartøier, der ere bestemte til Quarantaine-Indretningen paa Kyholm og derfra igien at udlodse dem, naar de ere løsgivne af Quarantainen. Dog ere de ogsaa pligtige at lodse andre Skibe, under Iagttagelse af de quarantainemæssige Fremgangsmaader og Behandlinger." Lodserne forventedes også at vedligeholde fyr, lodsmærker og prikker - delvis for egen regning. Lodsreglementet af 1832 skyldtes, at Kyholm i 1831 igen var blevet karantænestation, med henblik på den stigende skibstrafik, samt den store koleraepidemi. 

## Kyholm i litteraturen
Under navnet Kidholm optræder øen i Frank Jægers novelle i samlingen Kapellanen og andre Fortællinger.  Den 14-årige københavnerdreng Bernhard Aschengaard skal med en holstensk skipper til Bergen for at tilbringe nogle måneder hos sin farbror der; men undervejs opdager skipperen, at en af mandskabet har fået kolera og må indlægges ved karantænestationen på Kidholm. Drengens indtryk af øen skildres: "Da han første gang var ude at ro med lægedøtrene og vel var kommen ind mod det samske Besser Rev og der vendte sig på sin tofte og så tilbage mod Kidholmen, hvad så han da andet end en luftspejling af Københavns Nyboder? Som havde en venlig og forstående ånd taget et lille parti af hans elskede by og ført det over havet, som lampens ånd i professor Oehlenschlägers Aladdin på een nat flytter fyrsteslottet...Kunne vel Bergens hårde klipper og golde natur og evige regn have givet dig dette? Aldrig."

## Kyholmer øl
Øen har givet navn til en type øl fra Samsø bryghus - en Kyholmer, som er overgæret og brygget på økologisk pilsner/hvede/karamelmalt og humle. 